# Rudolf Stiassny
Rudolf Stiassny (né le 30 juin 1883 à Weidlingau, mort probablement en mars 1943 dans le camp de concentration d'Auschwitz) est un acteur et réalisateur autrichien.

## Biographie
Stiassny fait ses débuts d'acteur en 1904 au Central-Theater de Dresde. En 1906, il revient à Vienne. Deux ans plus tard, après un intermède au Théâtre municipal de Ratisbonne (1907-08), Stiassny apparaît pour la première fois devant une caméra avec un petit rôle dans le premier long métrage autrichien de l'histoire Von Stufe zu Stufe.
Mais il se concentre ensuite sur son travail scénique (engagement au Residenz-Theater de Berlin notamment). Vers la fin de la Première Guerre mondiale, Stiassny revient au cinéma après une longue absence et travaille comme réalisateur pendant cinq ans, d'abord pour le compte de la société de production Filmag, principalement de drames et de mélodrames. Ensuite son activité s'arrête.
En mars 1939, Stiassny fuit l'Autriche devenue nazie pour la France pour échapper aux persécutions racistes dues à ses origines juives. Il est d'abord interné lorsque la Seconde Guerre mondiale éclate, puis extradé avec les Allemands et emmené dans un camp de transit. Le 2 mars 1943, les autorités allemandes déportent Rudolf Stiassny à bord du 49e transport du Bourget-Drancy vers Auschwitz, où il est probablement assassiné peu après son arrivée.

## Filmographie
Acteur
- 1908 : Von Stufe zu Stufe

Réalisateur
- 1918 : Das Geheimnis des Goldpokals (de)
- 1918 : Das mißglückte Rendezvous
- 1919 : Wiedergefunden
- 1919 : Das kommt davon
- 1919 : Der Narr seines Herzens
- 1919 : Der Rebell
- 1920 : Narr und Tod
- 1921 : Ich hab’s getan
- 1923 : Die Stimme des Gewissens